# Liste der Wappen im Latium
Die Liste der Wappen im Latium zeigt die Wappen der Provinzen bzw. Metropolitanstädte der Region Latium in der Italienischen Republik. In dieser Liste sind die Wappen jeweils mit einem Link auf den Artikel über die Provinz und mit einem Link auf die Liste der Wappen der Orte in dieser Provinz angezeigt.

## Wappen Latiums

Wappen der Region Latium
Flagge der Region Latium
Lage der Region Latium in Italien

## Wappen der Provinzen der Region Latium

Provinz Frosinone (Wappen der Orte)
Provinz Latina (Wappen der Orte)
Metropolitanstadt Rom (Wappen der Orte)
Provinz Rieti (Wappen der Orte)
Provinz Viterbo (Wappen der Orte)